# 藤波行雄
藤波 行雄（ふじなみ ゆきお、1951年4月26日 - ）は、静岡県静岡市葵区出身の元プロ野球選手（外野手）。

## 来歴・人物

### プロ入り前
静岡商業では2年生時の1968年に、右翼手として夏の甲子園に出場。1年生エース新浦壽夫（年齢的には同学年だが、定時制課程から編入したため1年後輩に）が好投し勝ち進む。決勝では興國高と対戦するが、丸山朗に0-1で完封を喫し、準優勝にとどまった。新浦はこの年限りで中退して巨人入り、1969年には同期の松島英雄が主戦投手になる。夏の甲子園に中堅手として連続出場。準々決勝に進出するが、この大会に優勝した松山商のエース井上明に抑えられ敗退した。8月末からは全日本高校選抜の一員としてブラジル・ペルー・アメリカ遠征に参加する。秋の長崎国体では、準決勝で松山商に延長12回の末にサヨナラ勝ち、決勝では玉島商を1-0で降し優勝を飾る。高校の1年後輩に控え投手の池谷公二郎がいた。
1970年に卒業後、中央大学に進学。東都大学野球リーグでは3度優勝。1973年の全日本大学野球選手権大会ではエース田村政雄を擁し、決勝で愛知学院大を降し優勝した。同期の佐野仙好と共に1年生の春季リーグからレギュラーとして活躍し、卒業まで全試合全イニングに出場。「安打製造機」の異名をとり、東都大学野球リーグ通算最多安打133本も記録した。1972秋には当時リーグ史上唯一の三冠王となる（のち1994年秋に青学大井口資仁が三冠王を達成）。リーグ通算99試合出場、打率.319（417打数133安打）、6本塁打、37打点。ベストナイン5回。1972年の第1回日米大学野球選手権大会日本代表に選出され、翌年の同大会にも連続出場。

### プロ入り後
1973年のドラフト1位で中日ドラゴンズに入団。
1974年は90試合に出場（うち18試合に先発）し、打率.289（114打数33安打）、1本塁打の成績を挙げてチーム20年ぶり2度目のセントラル・リーグ優勝に貢献。新人王のタイトルを獲得した。同年のロッテ・オリオンズとの日本シリーズでは3試合に出場、第5戦で一番打者、中堅手として起用されるが無安打に終わる。
1975年はローン・ウッズの入団もあって出場機会が減少、打撃も今一つ伸び悩む。
1976年はローン・ウッズがシーズン中盤に故障欠場、しかし谷木恭平が台頭して中堅手の座を奪いチャンスを活かせなかった。
1977年のシーズン前にクラウンライターライオンズの基満男らとの交換トレード（藤波と竹田和史＝基の2対1で内定）を言い渡され、契約上トレード拒否権がなかったものの、任意引退も辞さない構えでトレードを拒否し、結局トレードによる移籍を免れた。ただ、球団から来春のキャンプは自費参加、開幕二軍スタート、公式戦の第3節終了まで一軍出場停止、背番号も「3」から「40」に変更などのペナルティを受けたが、これを「大甘処分」とする見方もある。
1977年はウィリー・デービスが鳴り物入りで入団するが、8月に骨折で戦線離脱。その代役として中堅手の定位置を獲得、打率.318を残しチャンスメーカーとして活躍した。
1978年は開幕から一番打者として起用されるが打率は低迷、8月下旬には故障欠場し谷木恭平にレギュラーを譲る。その後も谷木やボビー・ジョーンズらと併用された。
1980年は主に中堅手として71試合に先発、規定打席には到達しなかったが打率.291の好記録を残す。
1981年にはレイ・コージの加入、平野謙の成長もあって出場機会が急減。
1982年のリーグ優勝にも貢献した。同年の西武ライオンズとの日本シリーズでは全6試合に出場、第5戦では代打で自身の日本シリーズ初安打を東尾修から記録している。
1987年限りで現役引退。新人王を獲得した野手としては現役中一度も規定打席に到達するシーズンが無かった最初の選手となった。なお2009年に読売ジャイアンツに所属して新人王を獲得した松本哲也は二人目となった。

### 引退後
引退後は、1988年から2015年までフジテレビジョン・東海テレビ放送・東海ラジオ放送・三重テレビ放送・岐阜放送・J SPORTSの解説者を務める。一時期は東海テレビのキー局・フジテレビの解説者も兼務し、『プロ野球ニュース』やフジテレビ及び東海テレビ以外の系列局制作の中継などで中日戦以外にも登場する事があったが、テレビは現在は本数出演であり、主に三重テレビやCSの中継（どちらも東海テレビが制作している）に出演する（2008年まではラジオをメインとしていた）。
2005年からはNPB12球団ジュニアトーナメントの、中日ドラゴンズジュニアチームのコーチを担当。
2009年5月、翌年度より発足する三重スリーアローズのコーチに就任することが発表された。一方、三重テレビとスターキャットには試合/番組単位で契約・出演。
2010年7月30日付で、監督の松岡弘が体調不良の為休養したことに伴い三重の監督代行を務める。シーズン終了後に退任。
その後は朝日大学の臨時コーチなどを経て、2015年11月より新浦とともに母校・静岡商の外部コーチに就任した。
2018年からは、常葉大学浜松キャンパス硬式野球部の総監督に就任している。
2023年6月5日、第72回全日本大学野球選手権大会（明治神宮球場）の始球式に登板した。

## 詳細情報

### 年度別打撃成績
| 年 度      | 球 団      | 試 合 | 打 席 | 打 数 | 得 点 | 安 打 | 二 塁 打 | 三 塁 打 | 本 塁 打 | 塁 打 | 打 点 | 盗 塁 | 盗 塁 死 | 犠 打 | 犠 飛 | 四 球 | 敬 遠 | 死 球 | 三 振 | 併 殺 打 | 打 率 | 出 塁 率 | 長 打 率 | O P S |
| ---------- | ---------- | ----- | ----- | ----- | ----- | ----- | -------- | -------- | -------- | ----- | ----- | ----- | -------- | ----- | ----- | ----- | ----- | ----- | ----- | -------- | ----- | -------- | -------- | ----- |
| 1974       | 中日       | 90    | 130   | 114   | 13    | 33    | 4        | 0        | 1        | 40    | 15    | 1     | 0        | 1     | 0     | 13    | 1     | 2     | 15    | 3        | .289  | .372     | .351     | .723  |
| 1975       | 中日       | 81    | 97    | 87    | 6     | 21    | 4        | 0        | 0        | 25    | 11    | 0     | 1        | 1     | 1     | 7     | 1     | 1     | 8     | 1        | .241  | .302     | .287     | .589  |
| 1976       | 中日       | 104   | 163   | 150   | 15    | 39    | 8        | 0        | 1        | 50    | 14    | 3     | 0        | 2     | 2     | 9     | 1     | 0     | 14    | 0        | .260  | .298     | .333     | .631  |
| 1977       | 中日       | 100   | 237   | 214   | 32    | 68    | 9        | 1        | 6        | 97    | 20    | 11    | 5        | 7     | 0     | 11    | 0     | 5     | 9     | 4        | .318  | .365     | .453     | .818  |
| 1978       | 中日       | 96    | 333   | 299   | 39    | 69    | 6        | 0        | 4        | 87    | 22    | 3     | 8        | 4     | 0     | 29    | 1     | 1     | 14    | 4        | .231  | .301     | .291     | .592  |
| 1979       | 中日       | 116   | 274   | 244   | 35    | 73    | 9        | 1        | 4        | 96    | 26    | 2     | 6        | 10    | 0     | 18    | 3     | 2     | 18    | 5        | .299  | .352     | .393     | .746  |
| 1980       | 中日       | 119   | 347   | 326   | 40    | 95    | 11       | 1        | 1        | 111   | 22    | 8     | 6        | 7     | 1     | 12    | 3     | 1     | 13    | 3        | .291  | .318     | .340     | .658  |
| 1981       | 中日       | 41    | 65    | 62    | 5     | 13    | 3        | 0        | 1        | 19    | 6     | 1     | 2        | 0     | 0     | 3     | 0     | 0     | 2     | 2        | .210  | .246     | .306     | .553  |
| 1982       | 中日       | 74    | 92    | 85    | 9     | 22    | 7        | 0        | 2        | 35    | 10    | 2     | 1        | 1     | 1     | 5     | 0     | 0     | 5     | 1        | .259  | .297     | .412     | .708  |
| 1983       | 中日       | 90    | 121   | 114   | 11    | 37    | 4        | 0        | 2        | 47    | 13    | 1     | 1        | 0     | 1     | 5     | 1     | 1     | 12    | 2        | .325  | .355     | .412     | .768  |
| 1984       | 中日       | 83    | 133   | 124   | 15    | 35    | 3        | 1        | 1        | 43    | 17    | 2     | 2        | 5     | 0     | 3     | 0     | 1     | 16    | 1        | .282  | .305     | .347     | .651  |
| 1985       | 中日       | 89    | 100   | 93    | 11    | 22    | 4        | 0        | 1        | 29    | 7     | 2     | 1        | 0     | 0     | 7     | 2     | 0     | 9     | 1        | .237  | .290     | .312     | .602  |
| 1986       | 中日       | 57    | 51    | 48    | 2     | 9     | 1        | 1        | 0        | 12    | 1     | 0     | 0        | 2     | 0     | 1     | 1     | 0     | 10    | 0        | .188  | .204     | .250     | .454  |
| 1987       | 中日       | 6     | 19    | 16    | 0     | 3     | 1        | 0        | 0        | 4     | 2     | 1     | 0        | 2     | 0     | 1     | 0     | 0     | 2     | 0        | .188  | .235     | .250     | .485  |
| 通算：14年 | 通算：14年 | 1146  | 2162  | 1976  | 233   | 539   | 74       | 5        | 24       | 695   | 186   | 37    | 33       | 42    | 6     | 124   | 14    | 14    | 147   | 27       | .273  | .319     | .352     | .671  |

### 表彰
- 新人王（1974年）

### 記録
初記録
- 初出場：1974年4月6日、対広島東洋カープ1回戦（中日スタヂアム）、4回裏に広瀬宰の代打として出場
- 初打席・初安打：同上、4回裏に佐伯和司から中前安打
- 初打点：1974年4月27日、対読売ジャイアンツ3回戦（中日スタヂアム）、8回裏に正岡真二の代打として出場、小林繁から中前決勝2点適時打
- 初先発出場：1974年5月14日、対ヤクルトスワローズ4回戦（中日スタヂアム）、2番・左翼手として先発出場
- 初本塁打：1974年6月23日、対広島東洋カープ14回戦（中日スタヂアム）、2回裏に安仁屋宗八からソロ

節目の記録
- 1000試合出場：1985年4月21日、対阪神タイガース2回戦（ナゴヤ球場）、8回表に左翼手として出場　※史上252人目

### 背番号
- 3 （1974年 - 1976年）
- 40 （1977年 - 1987年）

## 関連情報

### 出演番組
- 三重テレビナイター
- 燃えドラ!スタジアム（スターキャット・ケーブルネットワーク。同名の試合中継にも出演）
- J SPORTS STADIUM（東海テレビ制作分・及び東海テレビプロダクション制作のオープン戦のみ、2010年は数試合程度出演）
- スカイ・Aスタジアムウエスタン・リーグ中継（スターキャット制作・ナゴヤ球場開催の阪神戦）（2012 - ）
- プロ野球ニュース
- 東海ラジオ ガッツナイター（ - 2008年）
- 野球道 (フジテレビ系列)（フジテレビとも契約あった頃は、全国中継やビジター地元局の中継にも出演していたが、2000年頃から東海テレビローカルの中継のみとなった。メインは主に地方で開催されるオープン戦中継で、シーズン中はめったに登場しなかった。 - 2009年）
- ドラゴンズHOTスタジオ
- ヒロミツのスーパードラゴンズ